# Bredberget
Bredberget (finska: Laajakallio) är ett bostadsområde i Kyrkslätt i det finländska landskapet Nyland. Det finns många egnahemshus i området. Bredberget gränsar i söder till kustbanan, i väster till Tollsvägen, i norr till den gamla kustvägen och i öster till området vid den gamla Gillobacka gården.
Fram till början av 1900-talet fanns det fyra hemman i området: Solbacka, Hagalund, Sofielund och Tallholm.

## Tjänster
Tolls järnvägshållplats ligger nära Bredberget och närtåg U och L stannar vid hållplatsen. Daghemmet i Bredberget grundades 2001. En skola som har senare stängts färdigställdes vid dagvården år 2003.